# Swedenborgianisme
Het Swedenborgianisme is een godsdienstige stroming waarvan de uitgangspunten gebaseerd zijn op de werken van de Zweedse theoloog Emanuel Swedenborg. Deze geleerde was ervan overtuigd dat hij middels krachtige visioenen een reeks nieuwe openbaringen had ontvangen. Na deze spirituele gebeurtenis, heeft hij zijn gedachten vastgelegd in verschillende werken die de grondslagen vormen voor het Swedenborgianisme. Deze leer is de leidraad van de religieuze stroming 'Church of the New Jerusalem'. In Nederland is deze beweging ook actief, zij het dat de beweging weinig bekendheid geniet. Het Nederlandse Swedenborg-genootschap heeft een kantoor in Den Haag.
Het Swedenborgianisme gaat uit van een reeks opvattingen over de inrichting van het leven, de interpretatie van de Bijbel en het leven na de dood.